# Projektor
Projektor je uređaj za prikaz slika projekcijom na neku podlogu (zaslon, ekran, platno, zid ili slično). Prema načinu rada projektori se dijele na (a prema svojim pretečama nazivaju): dijaskop, episkop, ili epidijaskop. Dijaskop služi za projekciju slika izrađenih na nekom prozirnom mediju kroz koji prolazi snop svjetlosnih zraka. Takav je uređaj na primjer dijaprojektor, kinoprojektor, aparat za povećavanje, grafoskop. Episkop služi za projiciranje površine neprozirnih predmeta (na primjer slika u knjizi, biljnih listova ili kakva trodimenzionalnoga predmeta). Epidijaskop je projektor koji može poslužiti i kao dijaskop i kao episkop.

## Dijaprojektor
Dijaprojektor je projekcioni aparat pomoću kojega se na ekran (zaslon) projicira prozirna slika s dijafilma ili dijapozitiva. Sastoji se od jakog izvora svjetlosti, koji može biti električna žarulja ili električni luk, kondenzora i objektiva. Kondenzor je sistem od dviju plankonveksnih leća koje su svojom izbočenom stranom okrenute jedna prema drugoj. Zadaća je kondenzora da paralelne zrake usmjeri na dijapozitiv ili na film koji se nalazi pred kondenzorom. Kod većih projektora između leća se nalazi staklena posuda s vodom, takozvana vodena komora, koja upija toplinske zrake. Film ili dijapozitiv je izvan žarišne daljine objektiva tako da se na zastoru dobije povećana slika. Da slika ne bi bila na zastoru obrnuta, okrene se dijapozitiv naopako.

## Episkop
Episkop je projekcioni aparat pomoću kojega možemo projicirati na zid ili ekran neprozirne slike (slike iz knjiga, fotografije, tabele i tako dalje). Kod episkopa se svjetlost odbija od slike i pomoću zrcala usmjeruje na objektiv episkopa i zatim na ekran. Da bi slika bila dobro osvijetljena, potreban je jak izvor svjetlosti, na primjer električna žarulja od 500 do 700 W. Žarulja se mora hladiti pomoću ventilatora. Na postolju episkopa ima otvor kroz koji se umeću slike ili knjige. Mali elektromotor služi za pogon propelera ventilatora. 

### Epidijaskop
Epidijaskop je kombinacija dijaprojektora i episkopa, te sadrži dijelove jednog i drugoga. Pomoću njega možemo projicirati dijafilmove, dijapozitive, fotografije, crteže i tako dalje.

## Grafoskop
Grafoskop je vrsta dijaskopa kojim se projiciraju slike, obično crteži i tekst, izrađene na prozirnim folijama. Zbog jednostavne izrade sadržaja na folijama, jednostavna uređaja i rukovanja često se koristi kao pomoćno sredstvo kod predavanja i prezentacija. Sastoji se od kutije u kojoj je snažna žarulja i ventilator za hlađenje, te velika optička leća odozgo (kolimator), kojom se svjetlosne zrake dovode u približno paralelni snop. Na tu se leću polaže folija, kroz koju prolazi svjetlosni snop do zrcala smještenoga na nosaču iznad kutije, koje usmjerava sliku naprijed na projekcijsku površinu.

## Kinoprojektor
Kinoprojektor služi za projiciranje filmova. Konstruiran je za određeni format filmske vrpce, a postoje i kombinirani projektori za više formata. Sastoji se od mehaničkog, električnog, optičkog i tonskoga dijela. Filmska vrpca prolazi kroz projektor standardiziranom brzinom od 24 sličice u sekundi. Otkriće kinoprojektora bilo je presudno za razvoj kinematografije, odnosno prikazivanje za masovnu publiku.

## Projektor s tekućim kristalima
Projektor s tekućim kristalima ili projektor LCD koristi se za projekciju digitalnoga slikovnoga predloška. Način na koji se tim projektorom slika projicira sasvim je nalik onomu kod dijaprojektora. Bitna je razlika to što je, na mjesto dijapozitiva, u projektor ugrađen prozirni element od tekućih kristala (LCD), na kojem se prema računalno stvorenim (generiranim) električnim signalima stvaraju (formiraju) slike. U novije doba takvi se projektori koriste za prikaz digitalnih fotografija ili videa, multimedijske prezentacije, a sve češće i za kućno kino. Postoje i izvedbe digitalnih projektora u kojima je element s tekućim kristalima zamijenjen nekom tehnologijom sličnih svojstava.